# バットマン ビギンズ
『バットマン ビギンズ』（原題：Batman Begins）は、2005年公開のアメリカ合衆国・イギリス合作のスーパーヒーロー映画。『ダークナイト トリロジー（Dark Knight Trilogy）』三部作の第1作目である。デヴィッド・ゴイヤーの原案のもと、ゴイヤーおよびクリストファー・ノーランによる脚本で、監督はノーランが務めた。
DCコミックスの出版するアメリカン・コミックス『バットマン』を原作とした実写映画作品。主演はクリスチャン・ベール。第78回アカデミー賞撮影賞ノミネート。

## 概要
DCコミックスの出版するアメリカン・コミック『バットマン』を原作とした実写映画作品。リブートされた「ダークナイト・トリロジー（Dark Knight Trilogy）」の第1作目。『バットマン』の実写映画としては累計で第5作品目となる。
次の古典的なコミックブックからインスピレーションを得た。“The Man Who Falls“、『バットマン: イヤーワン』、『バットマン: ロングハロウィーン』。
監督・脚本はクリストファー・ノーラン、主演はクリスチャン・ベール。ほか、マイケル・ケイン、ゲイリー・オールドマン、リーアム・ニーソン、モーガン・フリーマン、ルトガー・ハウアー、キリアン・マーフィらが出演した。

## あらすじ
ゴッサム・シティの富豪、トーマス・ウェインの息子ブルース・ウェインは、幼少期に幼馴染のレイチェル・ドーズと遊んでいた時に庭の古井戸に落ち、コウモリの群れに襲われる。以来コウモリに怯える様になり、両親と観劇していたオペラでコウモリ姿の役者を怖がって退場したところ、路地で強盗に襲われて両親は射殺されてしまう。孤児となったブルースは執事のアルフレッドに育てられていた。
ウェイン夫妻殺害の犯人ジョー・チルは逮捕されて服役していたが、14年後、マフィアのボス、カーマイン・ファルコーニの犯罪を証言する事で仮釈放が認められた。ブルースはチルに復讐すべく銃を隠して待ち伏せていたが、ブルースの眼前でチルはファルコーニの手下に射殺される。地方検事の補佐となっていたレイチェルはチルの殺害を正当化するブルースを咎め、不況の街に犯罪を溢れさせるファルコーニこそが元凶だと説く。ブルースはファルコーニと対峙するが、司法と癒着する犯罪者の前に自分は無力である事を思い知らされる。
ブルースは世界を巡り、敢えて犯罪者と共に行動して犯罪者の心理を理解しようとしていた。アジアで収監されていた時にラーズ・アル・グールの代理人を名乗るデュカードから忍者集団影の同盟（League of Shadows）に誘われ、悪と戦う術を雪山で学ぶ。コウモリへの恐怖も克服したブルースは同盟の一員として認められたが、仕上げとして命じられた殺人犯の処刑を断り、また同盟の目的が腐敗したゴッサムの破壊である事を知って決別し、館に火を放って脱出する。ラーズは崩れてきた瓦礫によって死亡したが、デュカードはブルースが辛うじて助け出した。
かつてトーマスが社長を務めていたウェイン産業は、後任のアールによって方針を転換され、軍需産業への注力や株式公開が行われていた。7年ぶりにゴッサムに帰郷したブルースは、自身も株式を持つウェイン産業に入社し、元役員でトーマスの理解者であったが、現在は応用科学部に左遷されているルーシャス・フォックスの開発したボディーアーマーや特殊装甲車タンブラーなどの試作品を活用し、アルフレッドの協力も得て犯罪と戦う装備を整える。影の同盟での教訓も取り入れ、コウモリを恐怖のモチーフとしたバットマンとしてウェイン邸の地下洞窟を拠点に犯罪者との戦いを始める。またアルフレッドの提案で、活動中の不在や怪我を怪しまれないために普段は型破りなプレイボーイを演じる事になり、再会したレイチェルからは誤解され距離を取られてしまう。
バットマンはゴッサムでは数少ない実直な警官であるジム・ゴードン巡査部長に協力を求め、ファルコーニの麻薬密輸の現場を急襲して手下共々ファルコーニを拘束する。ファルコーニの手下に狙われていたレイチェルも助け、ファルコーニに買収されている判事への圧力となる写真を渡す。ファルコーニは警察に逮捕されたが、拘置所で精神異常を装い、癒着している精神科医、ジョナサン・クレインを呼び出させる。クレインも裏で麻薬取引に関わっており、ファルコーニもその雇い主を恐れていたが収監された事で報復の恐れが無くなったファルコーニはクレインを強請るとクレインから幻覚剤を吹きかけられて正気を失ってしまい、ナローズ島にあるアーカム精神病院に収容される。
麻薬の情報を掴んだバットマンがナローズ島に向かうと、証拠隠滅に訪れたクレインと遭遇。バットマンはクレインの幻覚剤で窮地に陥るが、アルフレッドに助けられ、解毒剤もフォックスにより開発される。アーカムを訪れたレイチェルはファルコーニの症状を怪しんで血液検査を行おうとするがクレインに囚われてしまう。バットマンはレイチェルを助け出すも警察に包囲されるが、ゴードンの助けを得て重症のレイチェルをタンブラーに乗せて追跡から逃れ、用意された解毒剤でレイチェルも助かる。
レイチェルをアルフレッドに託し、屋敷で行われていた自身の誕生パーティーに遅れて登場したブルースの前にラーズ・アル・グールを名乗る男とデュカードが現れる。デュカードこそが本物のラーズ・アル・グールであり、クレインを使って毒薬を水道に流した上でウェイン産業から強奪した軍用のマイクロ波放射器を用いて毒を街中に拡散させ、ゴッサムを市民ごと滅ぼす計画を準備していた。
デュカードは再度ブルースに帰属を求めるもブルースは拒否する。屋敷には火が放たれ、ゴッサムの不況自体が同盟の手によって引き起こされていた事を知らされたブルースはデュカードに挑むが、燃え落ちた木材の下敷きになってしまう。デュカードが立ち去った後にブルースはアルフレッドに助けられ、地下の基地に逃れる。
デュカードらはアーカム精神病院に収容されている犯罪者達を解き放ち、放射器をナローズ島で作動させて一帯をパニックに陥れる。クレインも怪人スケアクロウの本性を現す。ナローズに到着したバットマンはゴードンにタンブラーを託すとレイチェルを暴徒から救出。これが別れになるかもしれないとレイチェルから名前を尋ねられたバットマンは以前レイチェルから聞かされた話をする事で自らの正体をレイチェルに知らせる。
デュカードはゴッサム全体を壊滅すべく放射器をモノレールに載せて中心部に向けて移動する。追い付いたバットマンは車内でデュカードと格闘し、隙を突いて彼を組み伏せる。バットマンは止めこそ刺さなかったがデュカードを残したままモノレールから飛び去り、ゴードンが操るタンブラーの砲撃でレールが倒壊したモノレールは地面に落下してデュカードも死亡し、放射器は破壊されて危機は去った。
マイクロ波放射器強奪の揉み消しを図っていたアールは公開株を買い集めてウェイン産業のオーナーとなったブルースに解任され、フォックスが新社長に就任した。ブルースの許を訪れたレイチェルは過去の発言を謝り、ずっとブルースを想っていたが今のブルースはバットマンであり、ゴッサムがバットマンを必要としなくなる日を待つ事を告げる。
ゴードンは警部補に昇進し、警察署にはバットマンを呼ぶ投光器が設置された。ゴードンはバットマンの活躍を認めつつも抗争の激化を危惧し、ジョーカーのカードを残す犯罪者が現れた事をバットマンに告げる。そしてバットマンがその犯罪者を調査をするためにその場から飛び去ったところで物語は幕を閉じる。

## キャスト
| 役名                                        | 俳優                       | 日本語吹替                                                                                  | 日本語吹替                                                   | 日本語吹替 |
| 役名                                        | 俳優                       | 劇場公開版                                                                                  | 日本テレビ版                                                 | フジテレビ版 |
| ------------------------------------------- | -------------------------- | ------------------------------------------------------------------------------------------- | ------------------------------------------------------------ | --- |
| ブルース・ウェイン / バットマン             | クリスチャン・ベール       | 檀臣幸                                                                                      | 東地宏樹                                                     | 高橋広樹 |
| ヘンリー・デュカード / ラーズ・アル・グール | リーアム・ニーソン         | 佐々木勝彦                                                                                  | 津嘉山正種                                                   | 若本規夫 |
| レイチェル・ドーズ                          | ケイティ・ホームズ         | 小島幸子                                                                                    | 高橋理恵子                                                   | 木下紗華 |
| アルフレッド・ペニーワース                  | マイケル・ケイン           | 小川真司                                                                                    | 中村正                                                       | 岩崎ひろし |
| ジェームズ・“ジム”・ゴードン                | ゲイリー・オールドマン     | 納谷六朗                                                                                    | 山路和弘                                                     | 大塚芳忠 |
| ルーシャス・フォックス                      | モーガン・フリーマン       | 池田勝                                                                                      | 坂口芳貞                                                     | 阪脩 |
| ジョナサン・クレイン / スケアクロウ         | キリアン・マーフィー       | 遊佐浩二                                                                                    | 関俊彦                                                       | 内田夕夜 |
| ラーズ・アル・グール（影武者）              | 渡辺謙                     | 大川透                                                                                      | 緒方文興                                                     | てらそままさき |
| カーマイン・ファルコーニ                    | トム・ウィルキンソン       | 稲葉実                                                                                      | 石田太郎                                                     | 楠見尚己 |
| リチャード・アール                          | ルトガー・ハウアー         | 石田太郎                                                                                    | 小川真司                                                     | 小川真司 |
| アーノルド・フラス刑事                      | マーク・ブーン・ジュニア   | 遠藤純一                                                                                    | 塩屋浩三                                                     | 北川勝博 |
| ギリアン・B・ローブ市警本部長               | コリン・マクファーレン     | 石住昭彦                                                                                    | 秋元羊介                                                     | |
| フィンチ検事長                              | ラリー・ホールデン         | 松本大                                                                                      | 井上倫宏                                                     | |
| フェイデン判事                              | ジェラルド・マーフィー     | 牛山茂                                                                                      | 梁田清之                                                     | |
| トーマス・ウェイン                          | ライナス・ローチ           | 斉藤次郎                                                                                    | てらそままさき                                               | |
| マーサ・ウェイン                            | サラ・スチュワート         | 西宏子                                                                                      |                                                              | |
| ブルース・ウェイン（幼少期）                | ガス・ルイス               | 村上想太                                                                                    | 矢島晶子                                                     | 中山依里子 |
| レイチェル・ドーズ（幼少期）                | エマ・ロックハート         | 最上莉奈                                                                                    |                                                              | 菊地ゆうみ |
| ジョー・チル                                | リチャード・ブレイク       | 小形満                                                                                      | 木村雅史                                                     | |
| ジョージ・フレデリックス                    | ジョン・ノーラン           | 牛山茂                                                                                      | 秋元羊介                                                     | |
| ビクター・ザーズ                            | ティモシー・ジョン・ブース |                                                                                             |                                                              | |
| その他                                      | N/A                        | 佐々木敏 伊井篤史 樫井笙人 木村雅史 大畑伸太郎 伊丸岡篤 飯島肇 小伏伸之 矢野裕子 寺田はるひ | 山像かおり 藤本譲 阪口周平 藤原美央子 幸田夏穂 小柳洋子 武虎 | 根本泰彦 小幡あけみ 大滝寛 丸山詠二 田村聖子 石住昭彦 金子達 新垣樽助 最上嗣生 永田昌康 白石充 志村貴博 佐藤健輔 樋浦茜子 |
| 日本語版制作スタッフ                        |                            |                                                                                             |                                                              | |
| 演出                                        |                            | 岩浪美和                                                                                    | 小山悟                                                       | 清水洋史 |
| 翻訳                                        | 石田泰子(字幕)             | 杉田朋子                                                                                    | 武満眞樹                                                     | 松崎広幸 |
| プロデューサー                              |                            | 尾谷アイコ 小出春美 ワーナー・ホーム・ビデオ                                                | 笠原陽介 (日本テレビ)                                        | 中島良明 松永紀見子 (フジテレビ)                                                                                          |
| 制作                                        |                            | 東北新社 ワーナー・ホーム・ビデオ                                                           | HALF H・P STUDIO 担当:別府憲治                               | 東北新社 |
| 初回放送                                    |                            |                                                                                             | 2007年10月5日 『金曜ロードショー』 21:03-23:24               | 2008年8月8日 『金曜プレステージ』 19:57-22:09                                                                             |

## テクノロジー
バットスーツ
アメリカ陸軍用に開発された1着30万ドルの精鋭部隊用のサバイバルスーツ、予算が掛かり過ぎるという事で試作品の段階で倉庫に伏せられていた。それをベースに、電磁波に触れることで分子編成で変形する形状記憶繊維生地のマント、複数のペーパーカンパニーを使い大量製造したマスク、無線機を収納する為に耳をとがらせたヘルメットをブルースとアルフレッドが加工、塗装してバットスーツは製作された。
スーツは1層目は温度調整器、2層目は2重織りケブラーを腰、脹ら脛、腿、腕、背中に内蔵しており、あらゆる環境で着る事ができる。ボディアーマーには防弾効果と防刃効果がある。表面は黒のラテックスを塗装しており、暗視ゴーグルの発見を避けることができる。
グローブには影の同盟の修行で覚えた体術を活かすために、両腕の手甲部分に各三枚の刃が備えられている。形状記憶繊維生地のマントは右手のグローブにある集積回路から電流を流すことで記憶した蝙蝠の翼のような形状になり、ハンググライダーのように滑空できる。マスクはスーツの首と肩に固定される。1万個を製造したが、強度に問題があるため再製造された。右耳にあるマイクロフォンで一定距離の会話を盗聴できる。
トランスポンダー
高周波のトランスポンダー。ブーツの踵に収納されており、取り外しできる。蝙蝠の巣から蝙蝠を呼び寄せる。他にも低周波で周囲の人間に頭痛を引き起こすことができる。
バットラング
蝙蝠の形をした手裏剣。ブルースが洞窟から削って作っている。
グラップル・ガン
ワイヤーの付いたアンカーを射出して巻き取る銃。高所への移動に使用する。
小型爆弾
ピンボール程度の大きさの爆弾。コンクリート製の壁程度なら簡単に破壊する。
ユーティリティ・ベルト
腰に装備するベルト。様々な装備品を収納する。中央のバックルはグラップル・ガンのワイヤーを固定する役割を担う。
バットモービル（タンブラー）
軍隊の工兵部隊が戦地で河川などに橋を架ける為に試作された特殊装甲車両。橋を架ける際は車体後部のロケットエンジン推力で河川を飛び越える。軍に納入は至らずウェイン産業の応用科学部倉庫に保管されていた。
本来は茶と黄土色を基調とした迷彩塗装だったが、ブルースがフォックスに依頼し黒く塗り直した。ロケットエンジンにより時速120kmまで加速する。武装は地面にまく小型爆弾、自動砲2門を搭載している。タイヤを含め防弾処理を施してある。

## 評価

### 興行収入
約3億7,200万ドルの興行収入をあげ、2005年の全世界興行収入ランキングで9位につけた。

### 批評家の反応
本作は批評家から好評を得ており、映画批評サイトのRotten Tomatoesは、269件のレビューに基づいて84％の支持率を示し、評価の平均点は10点満点中7.7点である。また批評家の総意は本作について「不気味で暗いが、エキサイティングでスマートであり、『バットマン ビギンズ』は最高のスーパーヒーロー達の本質を理解している映画である」としている。
Metacriticには41件のレビューがあり、加重平均値は70/100となっている。
著名な批評家のロジャー・イーバートは、4つ星満点中最高の4つ星をつけた。また「バットマン・ビギンズは、ついにバットマンの伝説の暗くて厄介な深みに浸透し、スーパー・ヒーローを創造した」「この映画は単にコミックを起源とするストーリーの伝統の中で、バットマンの始まりを提供するだけではなく、ブルース・ウェインが親のいない幼年期から友のいない大人へと変化するまでの苦しい道のりを模索している」と評しており、「これこそ私が待ち望んでいたバットマン映画だ。もっと正確にいうならば、これを待ち望んでいたということに私は気づいていなかった」と絶賛している。

### 受賞とノミネート
第78回アカデミー賞撮影賞にノミネートされた。また、サターン賞で本作がファンタジー映画賞を受賞し、クリスチャン・ベールが主演男優賞を受賞、クリストファー・ノーラン、デヴィッド・S・ゴイヤーが脚本賞を受賞した（詳細は「第32回サターン賞」を参照）。

## 続編
本作を第1作目とする「ダークナイト トリロジー」の続編、『ダークナイト』が2008年に、『ダークナイト ライジング』が2012年に公開された。

## トリビア
- バットモービル「タンブラー」を気に入ったクリスチャン・ベールは監督に「撮影が終わったらマシンを購入したい」と言ったが「続編でも使うかもしれない」と断られた。クリスチャン・ベールはこの時に続編の構想があることを知った。
- 劇中ブルース・ウェインがホテルに乗りつける車は「ランボルギーニ・ムルシエラゴ」の「ロードスター」であり、「ムルシエラゴ」はスペイン語でコウモリの意味である。
- 主演のクリスチャン・ベールは『マシニスト』の撮影で非常に痩せており、体重を戻すため高カロリーなものを食べたが、今度は太りすぎてしまいバットスーツが入らなくなった。
- バットマンの格闘シーンにはダークナイト・トリロジーを通して、新興武術の「Defence Lab（ディフェンスラボ）」が採用されている。
- サウンドトラック盤に収録された12の曲名は全てコウモリの学名から取られている。トラック4～9の曲名は「Barbastella」、「Artibeus」、「Tadarida」、「Macrotus」、「Antrozous」、「Nycteris」となっていて、頭文字を並べると「BATMAN」になる。
- ラーズ役の渡辺謙は洋画に出演する際、日本語吹き替えも兼任しているが、本作では自身の役の吹き替えを担当していない。
- 日本テレビ版の吹き替えでは、ブルースがバットマンに変身している時の声には普段の声とは違う声に変化した加工効果が加えられた。ソフト版の吹き替えには加工効果が加わっていなかったが『ダークナイト』と『ダークナイト ライジング』で加工効果が加わった。